# Basílica de Santa Francesca Romana
La iglesia de Santa Francesca Romana conocida también como Santa Maria Nuova es una de las pocas basílicas románicas de la ciudad de Roma. Fundada en el siglo IX y dedicada a la mártir del mismo nombre, se encuentra al lado del Foro Romano.
El actual porche y fachada de travertino (1615) fueron diseñados y construidos por Carlo Lambardi.

## Historia
La iglesia fue construida en el siglo IX por decisión del papa Paulo I, sobre un preexistente oratorio. Tras la restauración realizada en el siglo X, recibió la dedicación a la Virgen y el nombre de Santa Maria Nova para distinguirla de la otra iglesia del Foro que estaba también dedicada a María (Santa Maria Antiqua), y que había quedado destruida por un terremoto en el siglo IX.
En el siglo XII el edificio fue sometido a una importante reestructuración con el añadido de un campanario y la decoración del ábside. En el siglo XV, con el traslado de las reliquias de Santa Francisca Romana a la cripta la iglesia cambió su nombre.
En esta iglesia se encuentra la sepultura del papa Gregorio XI, quien devolvió la sede del papado de Aviñón a Roma.
En la actualidad la basílica se encuentra bajo la administración de los monjes benedictinos olivetanos.

## Arte y leyenda

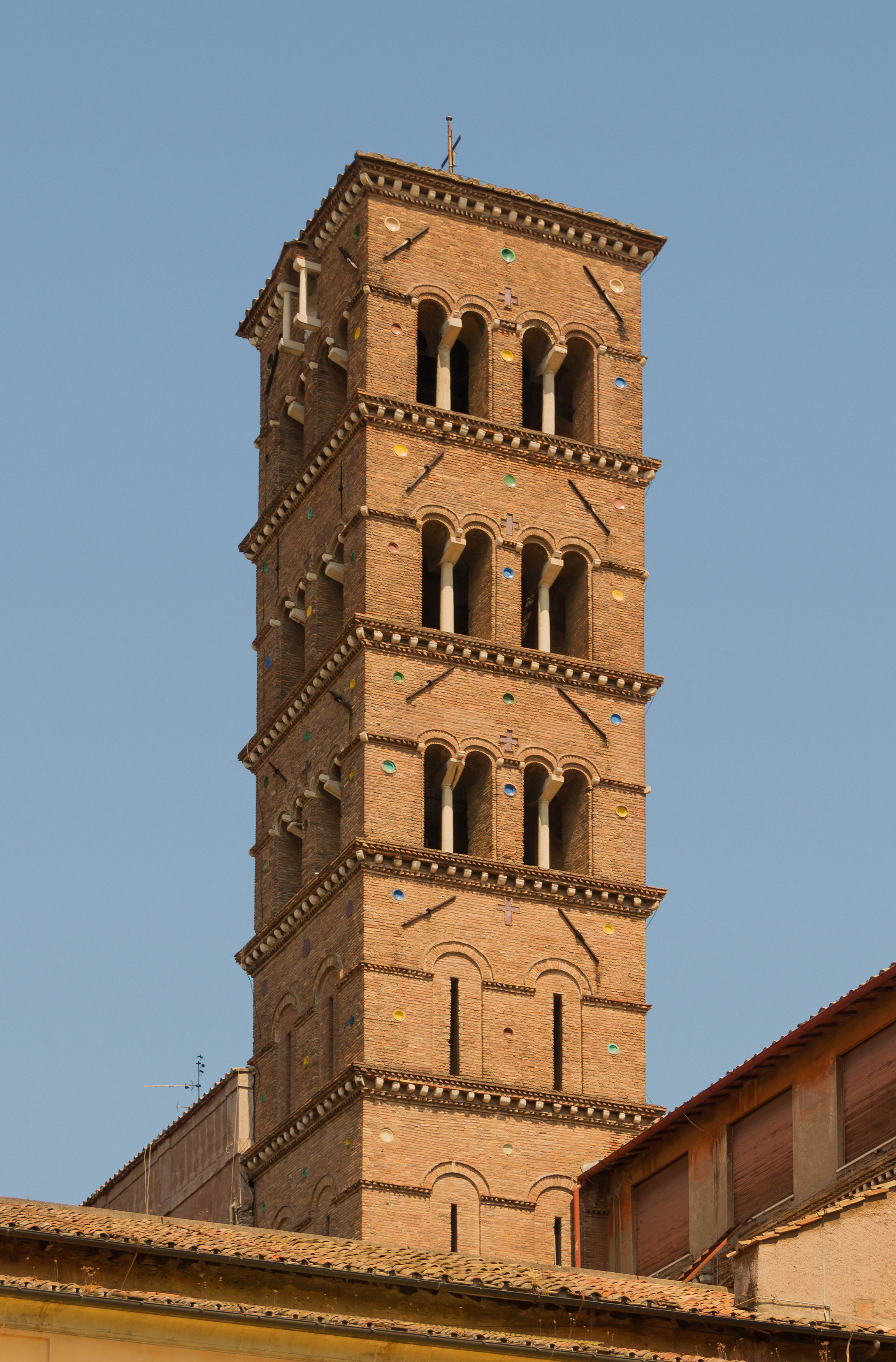
Campanile de la iglesia de Santa Francesca Romana, Roma.

En la iglesia se encuentran el icono de la Virgen Glycophilousa (Virgen de la dulzura): que está datada en el siglo V. La obra fue trasladada desde la Iglesia de Santa Maria Antiqua a causa de los derrumbes que sufría aquella. El mosaico del ábside es del siglo IX, de la época en que se construyó la basílica.
El lugar donde se encuentra la iglesia, era, según la tradición, el de la muerte de Simón el Mago, quien, según la leyenda quiso demostrar tener más poder que san Pedro y san Pablo y se puso a levitar delante de ellos. Estos apóstoles se arrodillaron y se pusieron a rezar, y Simón cayó y murió. En la pared se encuentran las piedras con las marcas de sus rodillas.

## Galería de imágenes

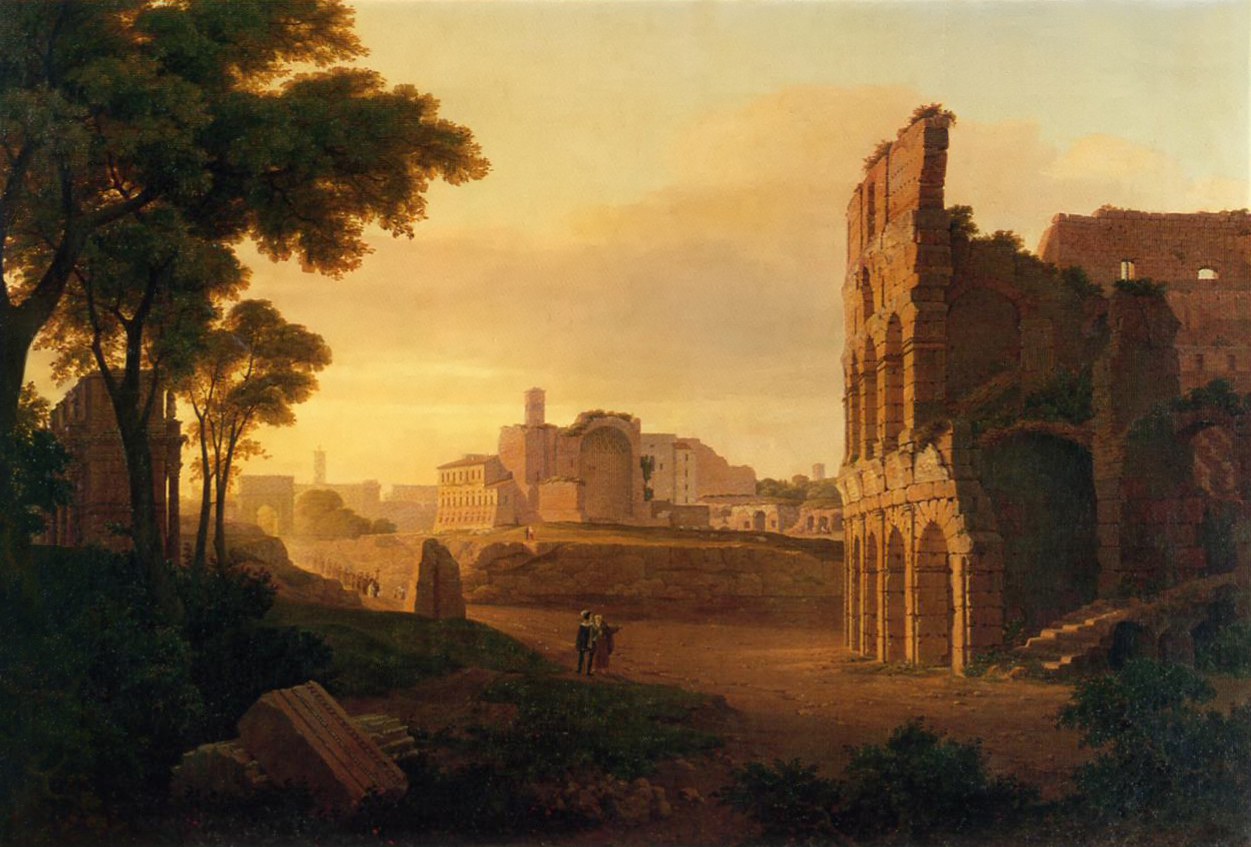
Pintura de Rudolf Wiegmann, 1835.
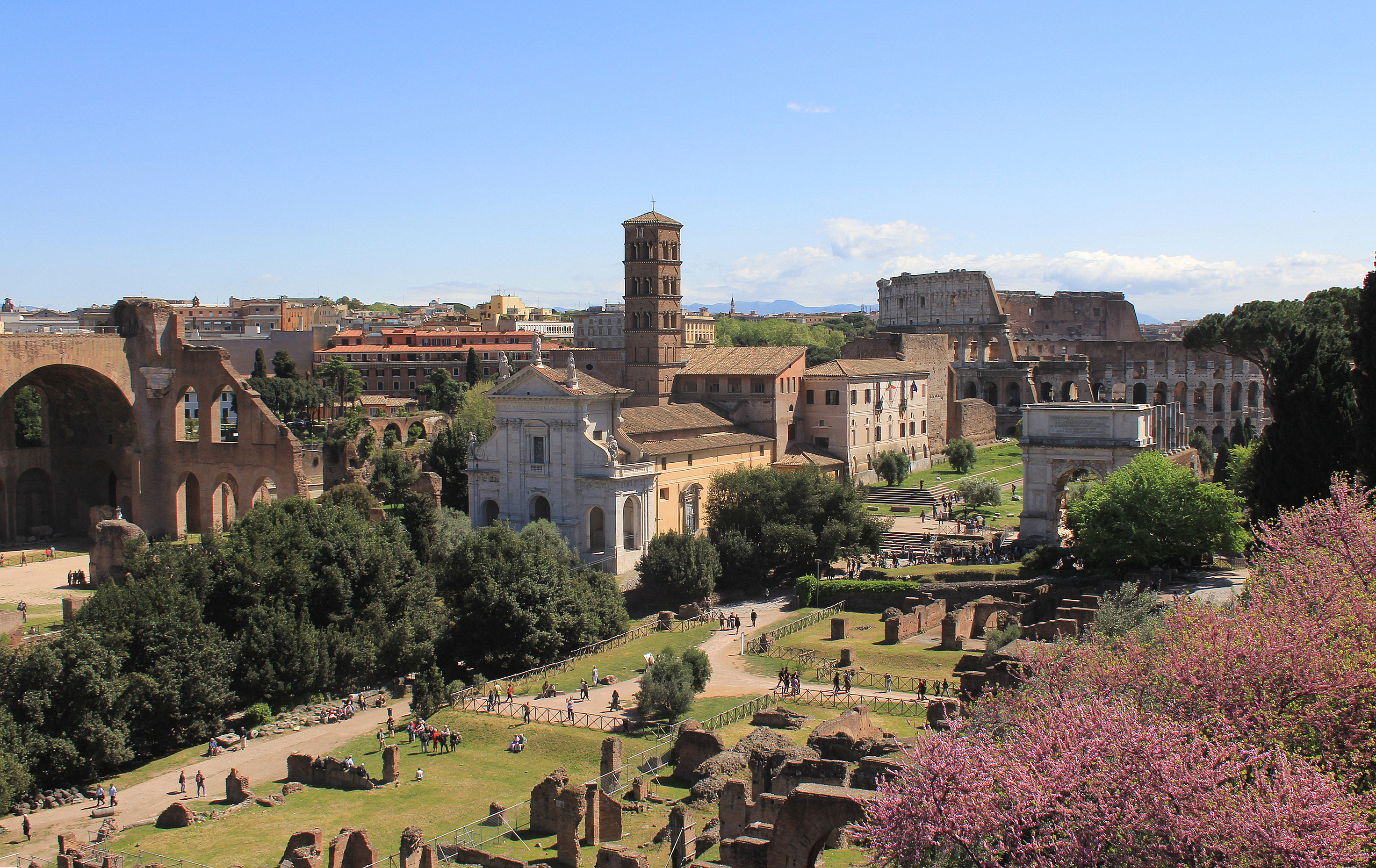
Vista desde el Palatino.
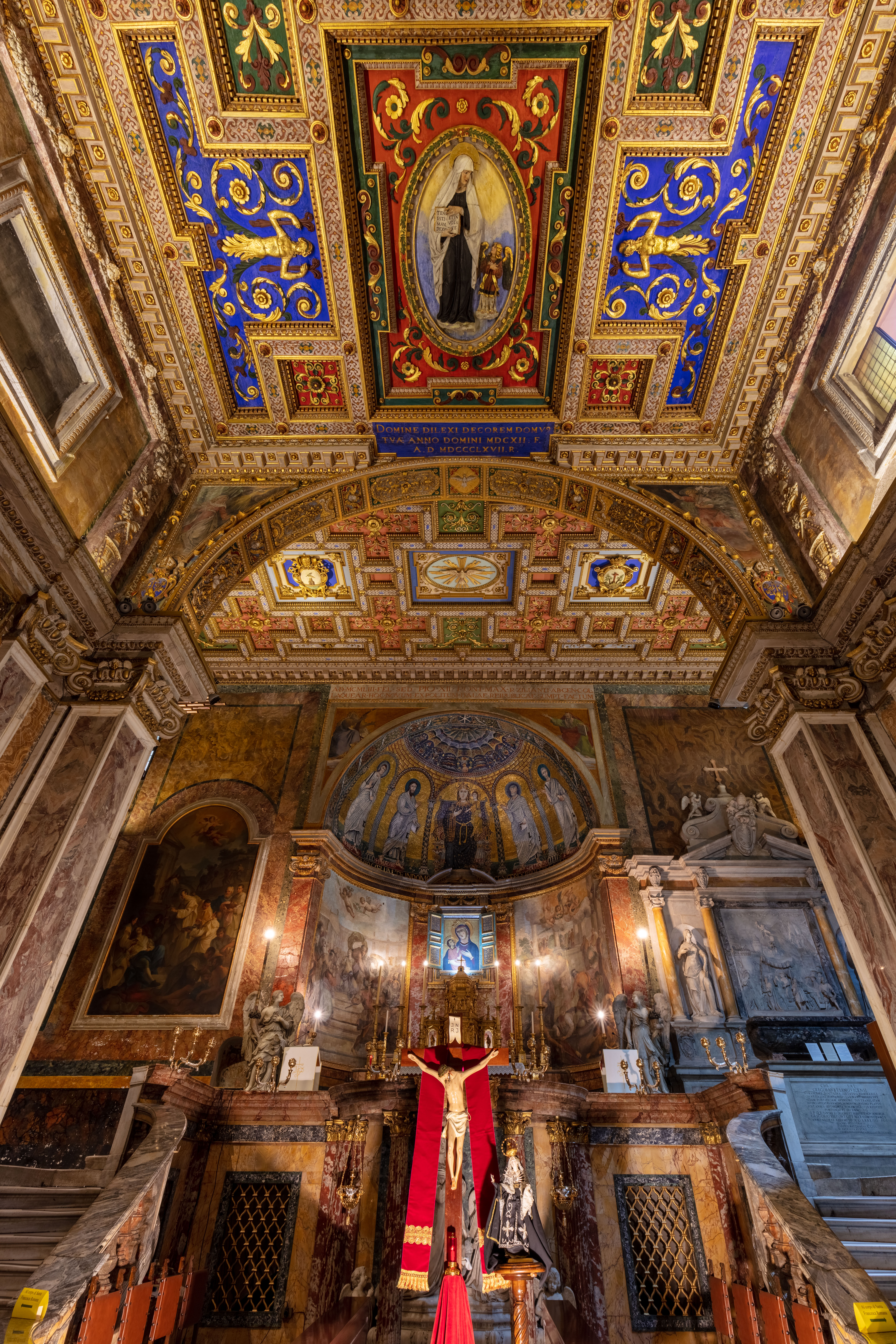
Altar.
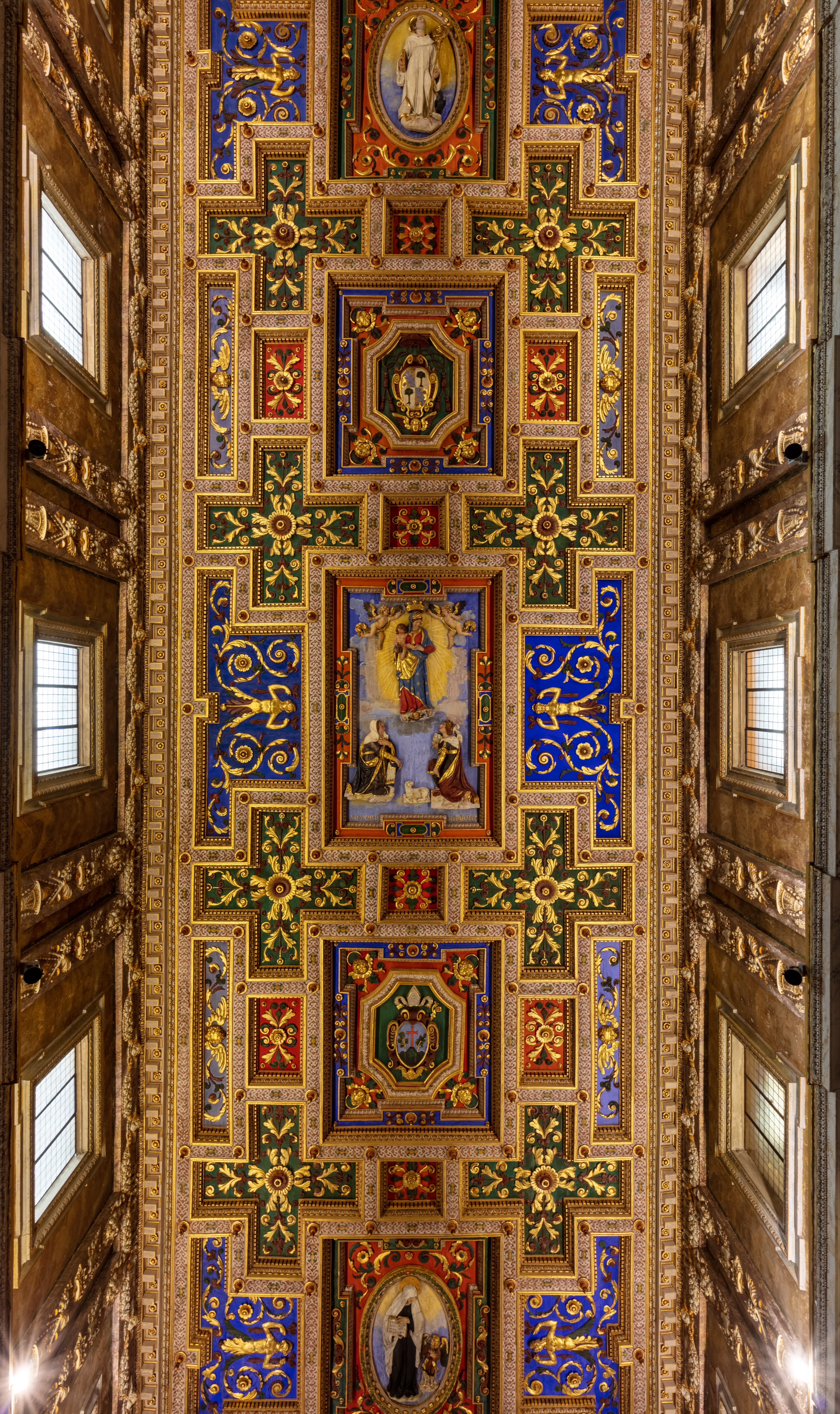
Techo del templo.
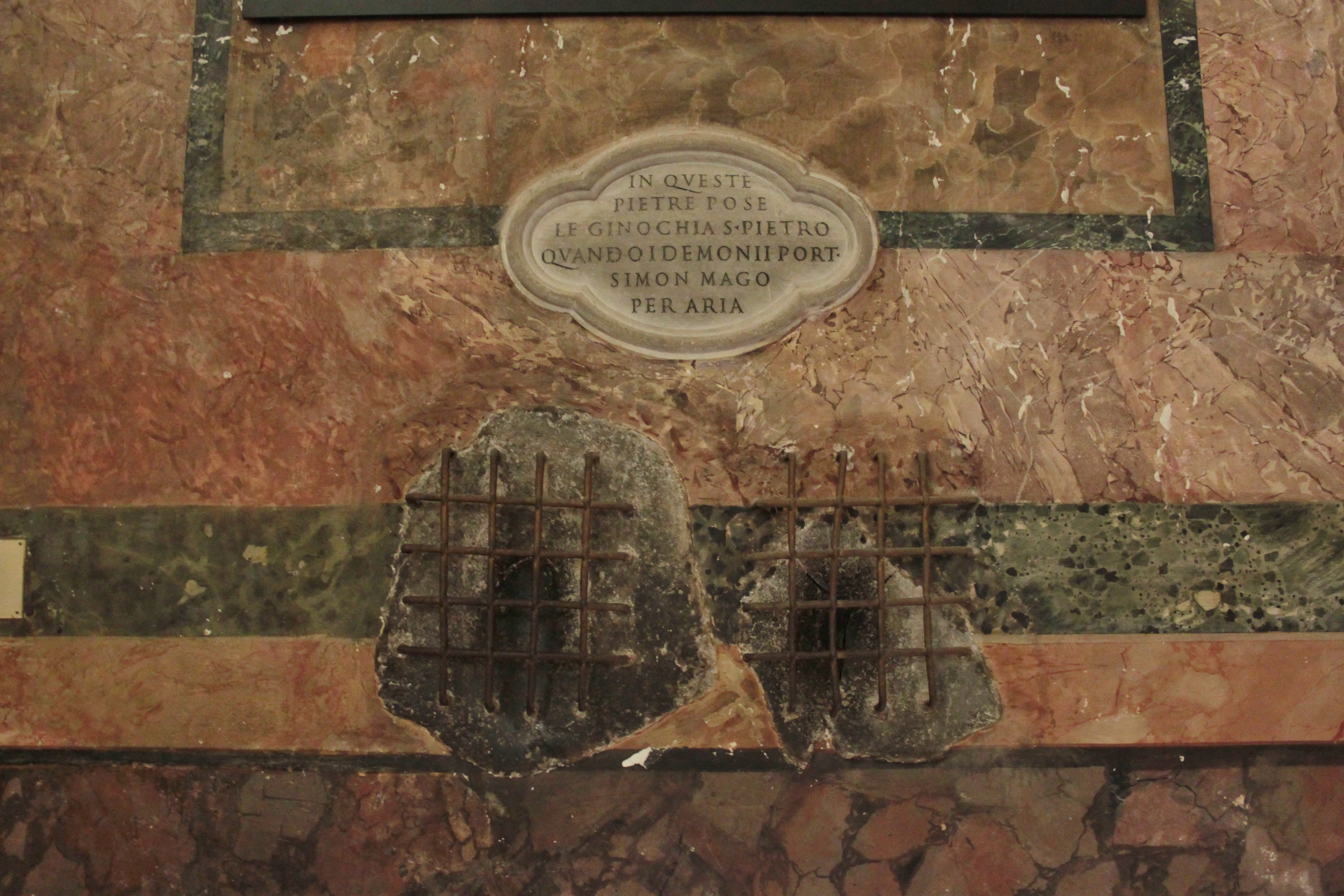
Lápida con las marcas de las rodillas de san Pedro.